# Merzario
Team Merzario foi uma equipe italiana de Fórmula 1 fundada pelo piloto Arturo Merzario. Participou de 38 grandes prêmios (largando em 14 provas).
Além de dirigir a equipe, Arturo Merzario dividia a função com a de piloto, tendo guiado o carro em 37 oportunidades até deixar as pistas em 1981, já na Fórmula 2. Também pilotaram para a Merzario os também italianos Alberto Colombo e Gianfranco Brancatelli, que não largaram nenhuma vez pela equipe.